# Olaf Berschuk
Olaf Berschuk (* 16. August 1963) ist ein ehemaliger deutscher Fußballspieler. In der höchsten Spielklasse des DDR-Fußballs, der Oberliga, spielte er für den FC Rot-Weiß Erfurt. Innerhalb von sieben Spielzeiten bestritt er 97 Partien im ostdeutschen Oberhaus (ein Tor). Berschuk ist mehrfacher Junioren- und Nachwuchsnationalspieler der DDR.

## Sportliche Laufbahn
In der Jugendmannschaft begann 1977 die Laufbahn von Olaf Berschuk beim FC Rot-Weiß Erfurt. In den Jahren 1981 und 1982 war er Mitglied der DDR-Juniorennationalmannschaft, für die er zwölf Länderspiele bestritt und einmal zum Torerfolg kam. Der FC Rot-Weiß nahm ihn 1981 in die Nachwuchsmannschaft auf, mit der er in der Nachwuchsoberliga spielte.
In der Oberligamannschaft des FC Rot-Weiß kam Berschuk am vorletzten Spieltag der Saison 1981/82 zum Einsatz, als er in der Begegnung Rot-Weiß Erfurt – FSV Zwickau (5:2) den etatmäßigen Außenverteidiger Carsten Sänger vertrat. Obwohl er für die Spielzeit 1982/83 offiziell für die Oberliga gemeldet wurde, spielte er in dieser Saison ausschließlich weiter in der Nachwuchsoberliga. 1983/84 schaffte der 1,84 m große ausgebildete Mechaniker endgültig den Sprung in die Oberligamannschaft, mit der er 18 der 26 Punktspiele bestritt und dabei in der Rückrunde in allen Spielen als Außenverteidiger eingesetzt wurde. Die meisten Spiele in der Oberliga absolvierte Berschuk in der Saison 1984/85, in der er nur ein Punktspiel verpasste. Dabei spielte er fast durchgängig als Vorstopper. 1984 und 1985 gehörte er zum Kader der DDR-Nachwuchsnationalmannschaft. Er wurde in zehn Länderspielen eingesetzt und erzielte dabei wie in der Juniorenauswahl ein Tor. In den vier Oberliga-Spielzeiten bis 1989 spielte Berschuk mit wechselndem Erfolg, nur 1987/88 war er mit 21 Einsätzen im engeren Kreis der Stammmannschaft. In seiner letzten Oberligasaison 1988/89 kam er nur noch sechsmal zum Einsatz, schoss aber am 10. Spieltag in dem Spiel Rot-Weiß Erfurt – Wismut Aue (2:0) sein einziges Oberligator.
Zur Saison 1989/90 schloss sich Berschuk der zweitklassigen DDR-Liga-Mannschaft von Robotron Sömmerda an, wo bereits neben Uwe Becker, Martin Busse und Josef Vlay weitere ehemalige Rot-Weiß-Akteure spielten. In dieser letzten Spielzeit der DDR-Liga absolvierte er alle 34 Punktspiele und wurde danach in den Kader des Nachfolgevereins FSV Sömmerda übernommen. Dieser spielte 1990/91 in der Nordostliga, der zweiten Spielklasse des neu gegründeten Nordostdeutschen Fußballverbandes (NOFV). Berschuk bestritt 26 der 30 Punktspiele und konnte zwei Tore erzielen. Nach der Neuordnung des DFB-Ligensystems wurde Sömmerda 1991/90 in die drittklassige Oberliga Nordost eingegliedert, aus der die Mannschaft ein Jahr später in die Viertklassigkeit abstieg. Sömmerda und auch Olaf Berschuk kehrten nicht mehr in den höherklassigen Fußball zurück.
Nach dem Ende seiner Laufbahn als Fußballspieler war Berschuk bei mehreren unterklassigen Vereinen als Fußballtrainer hauptsächlich im nordwestdeutschen Raum, zum Beispiel beim TuS Esens, tätig.